# Dryptodon arcuatifolius
Dryptodon arcuatifolius là một loài Rêu trong họ Grimmiaceae. Loài này được (Kindb.) Ochyra & Żarnowiec mô tả khoa học đầu tiên năm 2003.